# لويس أليخاندرو جيفارا
لويس أليخاندرو جيفارا (بالإسبانية: Luis Alejandro Guevara)‏ هو سياسي مكسيكي، ولد في 26 أغسطس 1975 في المكسيك. حزبياً، نشط في الحزب الثوري المؤسساتي. وقد انتخب عضو مجلس النواب المكسيك.